# Temporada 2008 del Campeonato de Europa de Rally
La temporada 2008 fue la edición 56.º del Campeonato de Europa de Rally. Comenzó el 4 de abril en el Istambul Rally y finalizó el 19 de octubre en el Rallye Antibes Cote d´Azur.

## Calendario
| N.º | Fecha           | Rally                             | Superficie | Series | Resultados |
| --- | --------------- | --------------------------------- | ---------- | ------ | ---------- |
| 1   | 4 - 6 abril     | 37.º Istambul Rally               | Tierra     | IRC    | Resultados |
| 2   | 18 - 20 abril   | 32.º Rally 1000 Miglia            | Asfalto    |        | Resultados |
| 3   | 22 - 24 mayo    | 35.º INA Croatia Delta Rally      | Asfalto    |        | Resultados |
| 4   | 6 - 8 junio     | 65.º Rajd Polski                  | Tierra     |        | Resultados |
| 5   | 27 - 28 junio   | 44.º Belgium Ypres Westhoek Rally | Asfalto    | IRC    | Resultados |
| 6   | 11 - 13 julio   | 39.º Rally Bulgaria               | Asfalto    |        | Resultados |
| 7   | 1 - 2 agosto    | 49.º Rali Vinho da Madeira        | Asfalto    | IRC    | Resultados |
| 8   | 22 - 24 agosto  | 38.º Barum Rally Zlín             | Asfalto    | IRC    | Resultados |
| 9   | 17 - 19 octubre | 43.º Rallye Antibes Cote d´Azur   | Asfalto    |        | Resultados |

## Resultados
| Pos.            | Piloto             | IST | MIG | CRO | POL | YPR | BUL | MAD | ZLI | ACA | Puntos |
| --------------- | ------------------ | --- | --- | --- | --- | --- | --- | --- | --- | --- | ------ |
| 1.              | Luca Rossetti      | 1   | 1   |     |     | 1   |     | 3   | 2   | Ret | 67     |
| 2.              | Michał Sołowow     | Ret | Ret | 2   | 1   | Ret | 3   | 4   | 3   | 1   | 65     |
| 3.              | Volkan Isik        | 5   | Ret | 3   | 3   | Ret | 2   | 5   | 5   | 2   | 54     |
| 4.              | Corrado Fontana    |     | 4   | 1   | Ret | Ret | 4   |     |     | 3   | 34     |
| 5.              | Krum Donczew       | 6   | 6   | 4   | 6   |     | 1   |     | Ret | Ret | 30     |
| 6.              | Luca Betti         | Ret | 7   | 5   | 4   | 4   | 5   | 6   | 4   | Ret | 29     |
| 7.              | Antonín Tlusťák    |     | 8   | Ret |     | 5   | Ret |     | 6   | 4   | 13     |
| No clasificados |                    |     |     |     |     |     |     |     |     |     |        |
|                 | Renato Travaglia   | 3   | 2   |     |     | Ret |     | 2   | 1   |     | (50)   |
|                 | Giandomenico Basso | Ret | Ret |     |     | 2   |     | 1   | Ret |     | (32)   |
|                 | Anton Alén         | 2   |     |     |     | 3   |     |     | Ret |     | (22)   |
|                 | Tomasz Czopik      |     | Ret |     | 2   |     |     |     |     |     | (12)   |